# Alburquerque
Alburquerque je španělské historické město v provincii Badajoz (autonomní společenství Extremadura). Žije zde přes 5400 obyvatel.

## Poloha
Nachází se na severozápadě provincie velmi blízko u portugalských hranic v pohoří Sierra de San Pedro. Leží v nadmořské výšce 506 m n. m. v okrese Tierra de Badajoz a v soudním okrese Badajoz. Od hlavního města provincie Badajozu je vzdáleno 42 km na sever.

## Historie
V blízkosti města se nalezly pozůstatky skalních maleb z doby bronzové i stopy římského osídlení. Město vzniklo patrně ve středověku, jeho centrum i hrad jsou památkově chráněny. Řada obyvatel se v 16. století vypravila do Ameriky a exulanti v 19. století založili město Albuquerque v Novém Mexiku v USA.
V roce 1834 se obec stala součástí soudního okresu Badajoz. V roce 1842 čítalo město 1 542 domů a 5 470 obyvatel.

## Pamětihodnosti
- Mohutný hrad Castillo de Luna ze 14.-15. století
- Dobře zachované městské hradby s několika branami
- Vnitřní město, památková rezervace
- Kostel Santa Maria del Mercado ze 13.-14. století
- Bývalý klášter Matky Boží, založený roku 1506

### Galerie

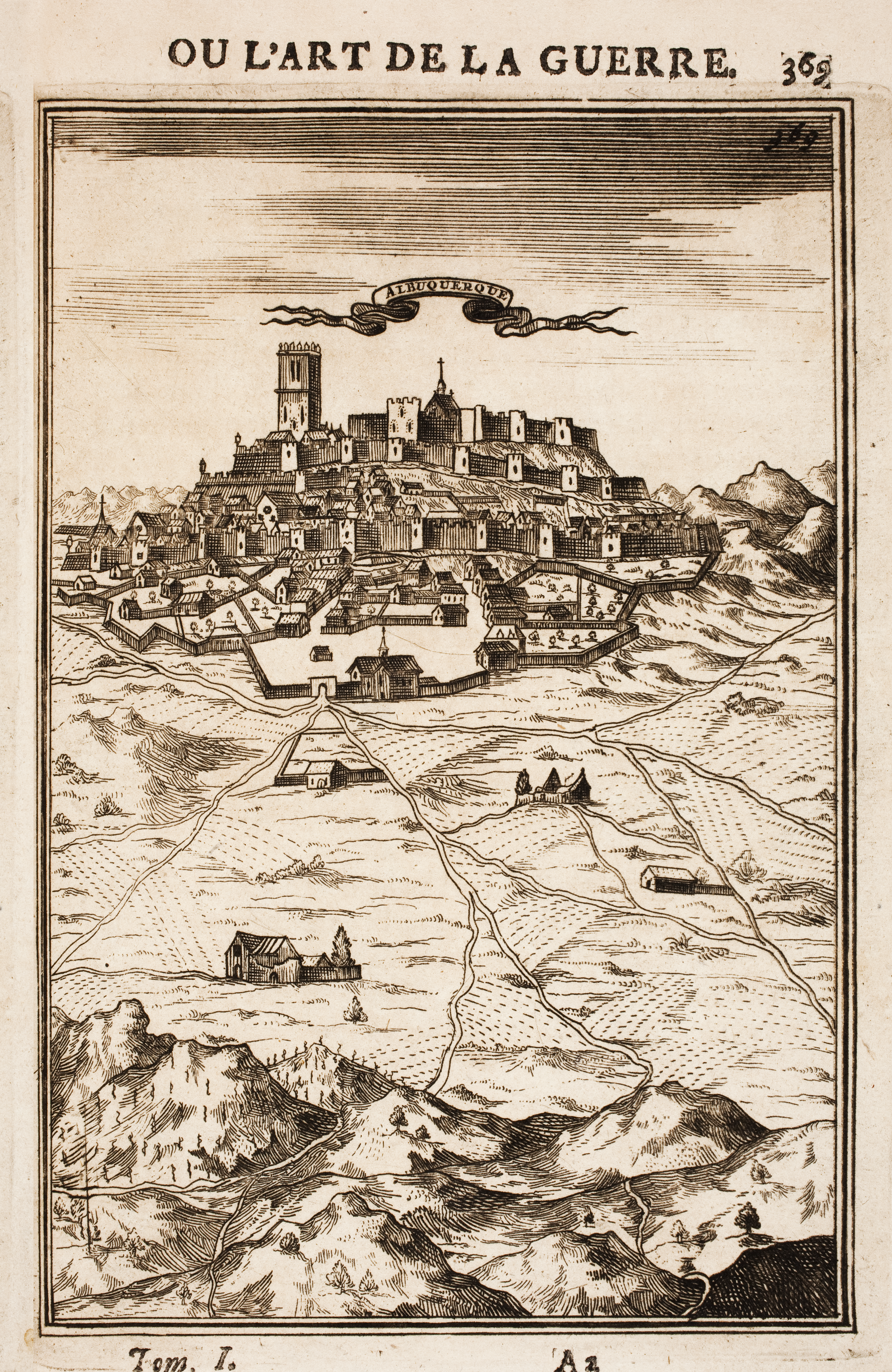
Pohled na město z roku 1696
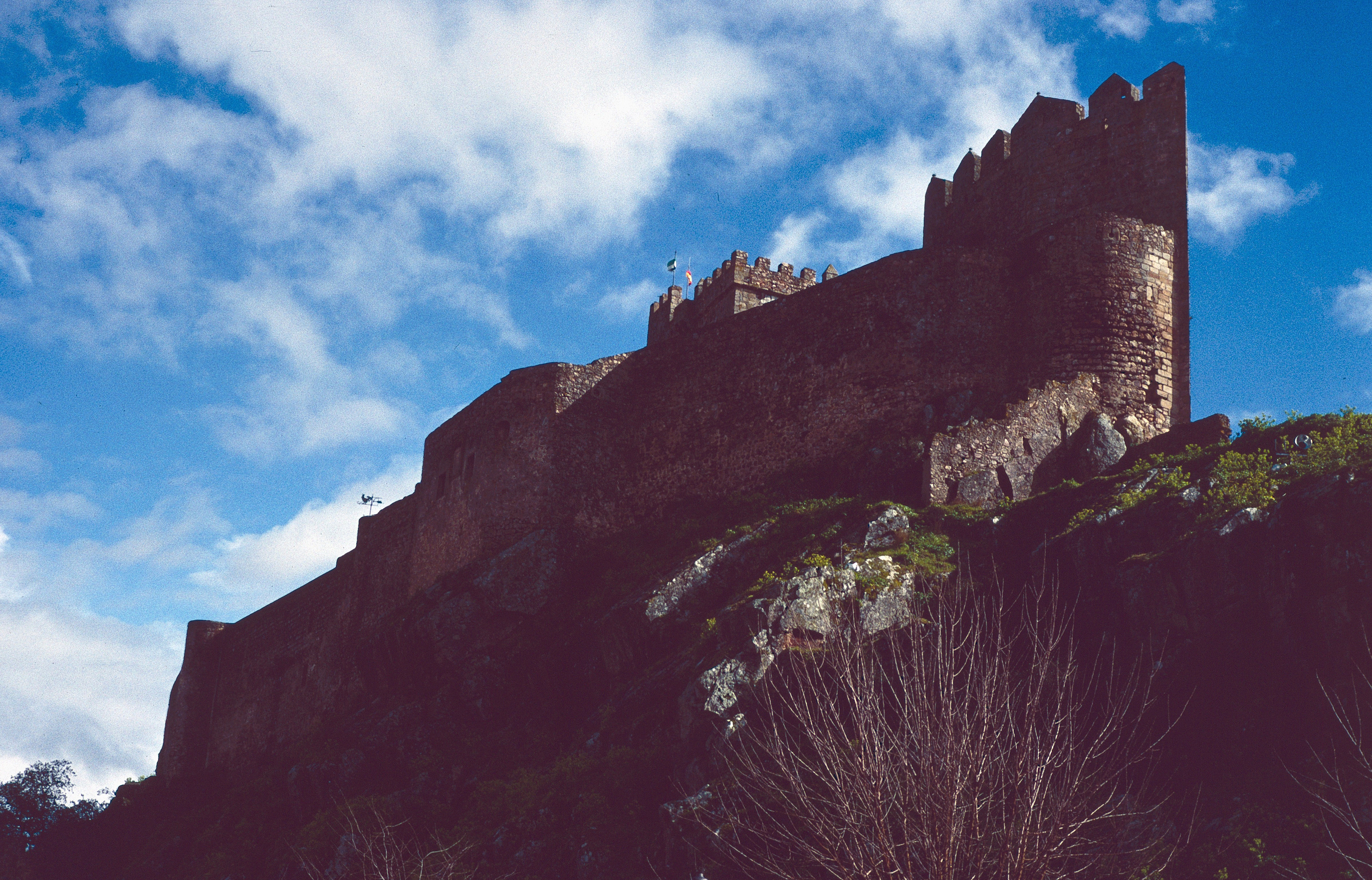
Hrad
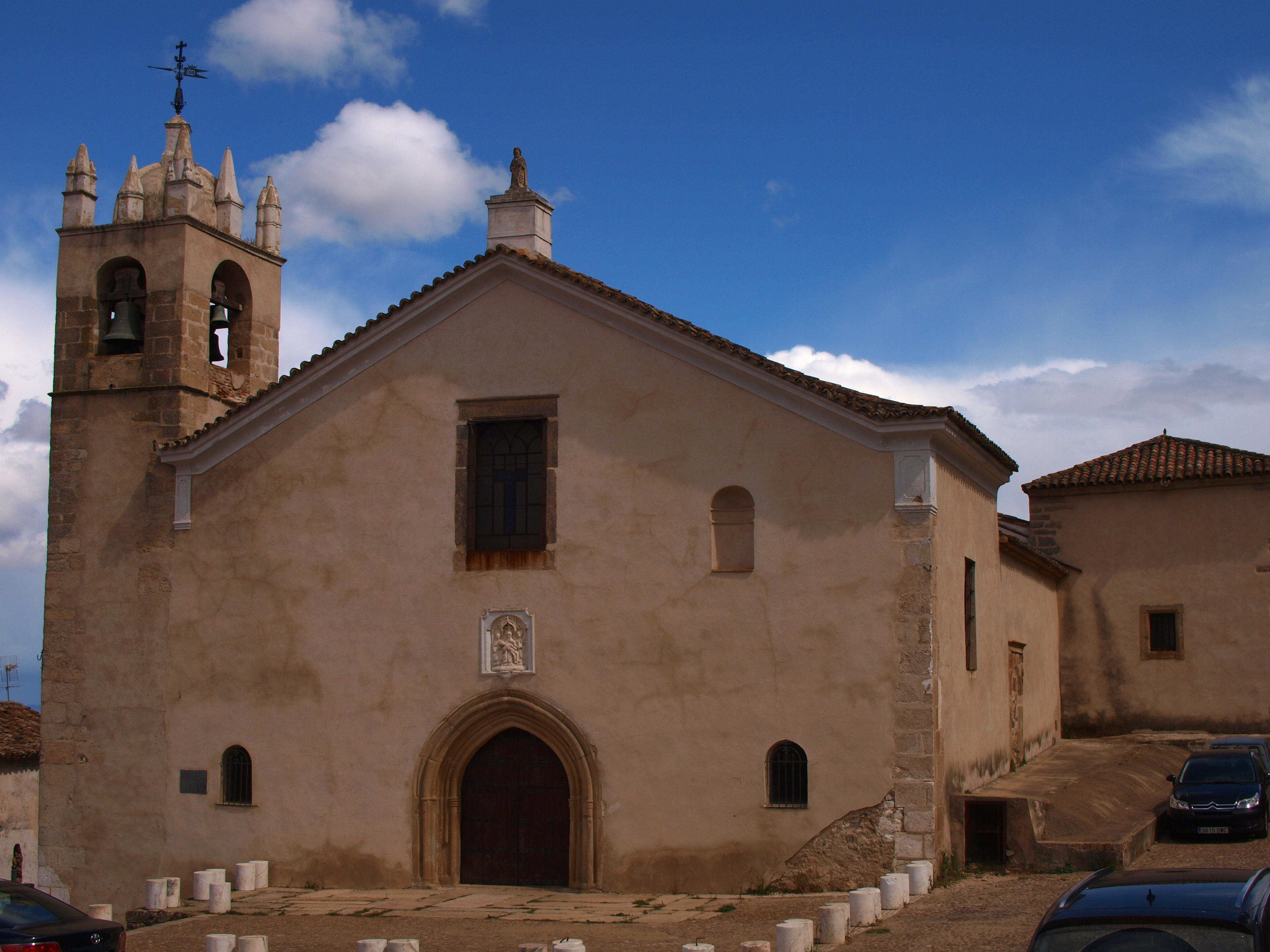
Kostel Santa Maria
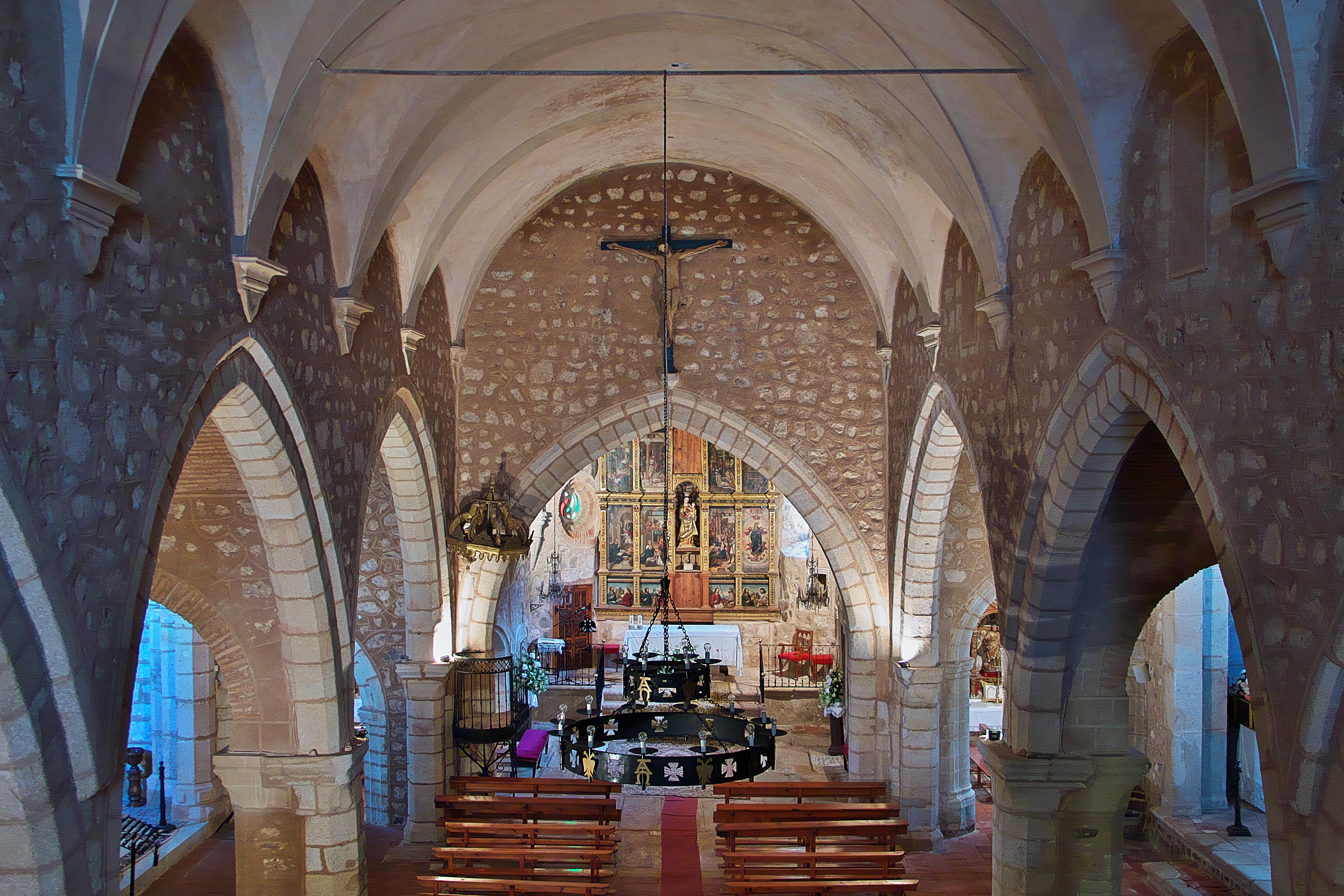
Kostel Santa Maria, vnitřek

## Hospodářství

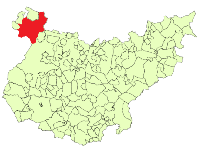
Poloha obce v provincii Badajoz

Alburquerque je známo zejména pro své tradiční uzenářské výrobky vysoké kvality.

## Demografie
| Populace města Alburquerque z let (1842–2010) | Populace města Alburquerque z let (1842–2010) | Populace města Alburquerque z let (1842–2010) | Populace města Alburquerque z let (1842–2010) | Populace města Alburquerque z let (1842–2010) | Populace města Alburquerque z let (1842–2010) | Populace města Alburquerque z let (1842–2010) | Populace města Alburquerque z let (1842–2010) | Populace města Alburquerque z let (1842–2010) |
| --------------------------------------------- | --------------------------------------------- | --------------------------------------------- | --------------------------------------------- | --------------------------------------------- | --------------------------------------------- | --------------------------------------------- | --------------------------------------------- | --------------------------------------------- |
| 1842                                          | 1857                                          | 1860                                          | 1877                                          | 1887                                          | 1897                                          | 1900                                          | 1910                                          | 1920                                          |
| 5 470                                         | 7 527                                         | 7 492                                         | 7 241                                         | 7 385                                         | 7 438                                         | 9 030                                         | 11 141                                        | 10 257                                        |
| 1930                                          | 1940                                          | 1950                                          | 1960                                          | 1970                                          | 1981                                          | 1991                                          | 2001                                          | 2010                                          |
| 10 083                                        | 10 015                                        | 10 852                                        | 10 054                                        | 7 804                                         | 6 121                                         | 5 714                                         | 5 551                                         | 5 678                                         |

## Partnerská města
- Albuquerque, Spojené státy americké